# Katholische Schule für Pflegeberufe Essen
Die Katholische Schule für Pflegeberufe Essen gGmbH (KKS) ist eine Bildungseinrichtung, welche die theoretischen Teile der Ausbildungen zur/zum Pflegefachfrau/-mann, zur Pflegefachassistenz und zur operations- und anästhesietechnischen Assistenz anbietet. Zudem können examinierte Pflegekräfte ihre Weiterbildung zum/zur Praxisanleiter/-in absolvieren. Seit Anfang 2024 hat sich das Angebot auch um Anpassungslehrgänge für ausländische Pflegekräfte erweitert. Die Gesellschafter der Trägergesellschaft der Schule sind Institutionen aus dem Gesundheitswesen und der Altenhilfe aus Essen und den direkten Nachbarstädten. Die praktischen Teile der Ausbildungen werden in den Einrichtungen einiger der Gesellschafter absolviert. Beheimatet ist die Schule im Essener Stadtteil Nordviertel in einer umgebauten Kirche (ehemals St. Peter), welche aufgrund der Neustrukturierung des Bistums Essen geschlossen werden musste, und in der Parkstadt in Mülheim an der Ruhr. Der Unterricht wird von an der Schule beschäftigten Lehrern für Pflege- und Gesundheitsberufe und Pflegepädagogen, den Ausbildungsbeauftragten der angeschlossenen Kliniken und von Fremddozenten (Medizinern, Humanbiologen, Rechtsanwälte, Psychologen, Physio- und Ergotherapeuten etc.) geleitet. 

## Geschichte
Im Jahr 1975 wurde die Arbeitsgemeinschaft Katholische Krankenpflege Essen (KKS) von den Kliniken Elisabeth-Krankenhaus Essen, Philippusstift Essen und Franziskus Krankenhaus Essen gegründet. Die Arbeitsgemeinschaft hatte das Ziel, die Ausbildung neuer Pflegekräfte effizienter zu gestalten. Bis dahin hatten die drei Kliniken seit vielen Jahrzehnten in Eigenregie neue Pflegekräfte ausgebildet. In den folgenden Jahren traten immer mehr Essener Kliniken der Arbeitsgemeinschaft bei. Im Jahre 1979 das St. Josef Hospital Essen-Kupferdreh, 1984 das Marienhospital in Essen-Altenessen und das Haus-Berge Krankenhaus. 1990 bekam die Schule die staatliche Anerkennung als Krankenpflegeschule, bis dahin lag die Anerkennung noch bei den in der Arbeitsgemeinschaft zusammengeschlossenen Kliniken. Im Jahr 1992 wurde das St. Vincenz Krankenhaus in Essen-Stoppenberg in die Arbeitsgemeinschaft aufgenommen. 1994 erfolgte die Auflösung der Arbeitsgemeinschaft KKS und die Umwandlung in die Katholische Schule für Pflegeberufe Essen e.V. Das Kürzel KKS wurde allerdings beibehalten, findet heute noch Verwendung und ziert das Logo der Schule. Im Jahr 1996 erfolgte die Aufnahme des Fachseminars für Altenpflege am mittlerweile geschlossenen und in ein Seniorenstift umgewandeltes Franziskus Krankenhaus in die Trägerschaft der KKS. Eine Neugestaltung des Trägervereins erfolgte im Jahr 2002 bei der 19 Träger der Altenhilfe und ambulanten Pflege in den Trägerverein der Schule aufgenommen wurden. Im Jahr 2004 fusionierte das Fachseminar für Altenpflege der KKS mit dem Fachseminar für Altenpflege am St. Josef Altenkrankenhaus in Kupferdreh. 2007 wurde der Trägerverein in eine Trägergesellschaft umgewandelt. Seit den Jahren der Gründung der KKS wurden über 3500 Pflegefachkräfte ausgebildet.
In den Jahren 1996–2001 wurde an der KKS das bundesweit erste Modellprojekt der gemeinsamen Ausbildung in der Alten-, Kranken- und Kinderkrankenpflege durchgeführt, welches maßgeblichen Anteil an der bundesweiten Neuordnung der Pflegeausbildung hatte. Ein Modellprojekt zur Entwicklung eines Curriculums für die praktische Pflegeausbildung und die Erschließung und Gestaltung neuer Lernfelder in der Pflege fand in den Jahren 2002 bis 2006 statt. Im Jahr 2024 wurde im Zuge der Angebotserweiterung ein neuer Standort in Mülheim an der Ruhr eröffnet. 

## Schulleitung und Geschäftsführung
- Florian Jeserich (Geschäftsführung der gGmbH)
- Christine Schild (Verwaltungsleitung)
- Judith Zimmermann (stellv. Schulleitung der Pflegeausbildung)
- Mechthild Schrader-Erlhoff (stellv. Schulleitung der Pflegeausbildung)
- Elia Garcia (Schul- und Standortleitung für den Standort Parkstadt)
- Wiebke Rahmfeld (stellv. Schulleitung der ATA-Ausbildung)
- Björn Enno Hermans (Vorsitzender der Gesellschafterversammlung)
- Peter Berlin (Aufsichtsratsvorsitzender)

## St. Peter

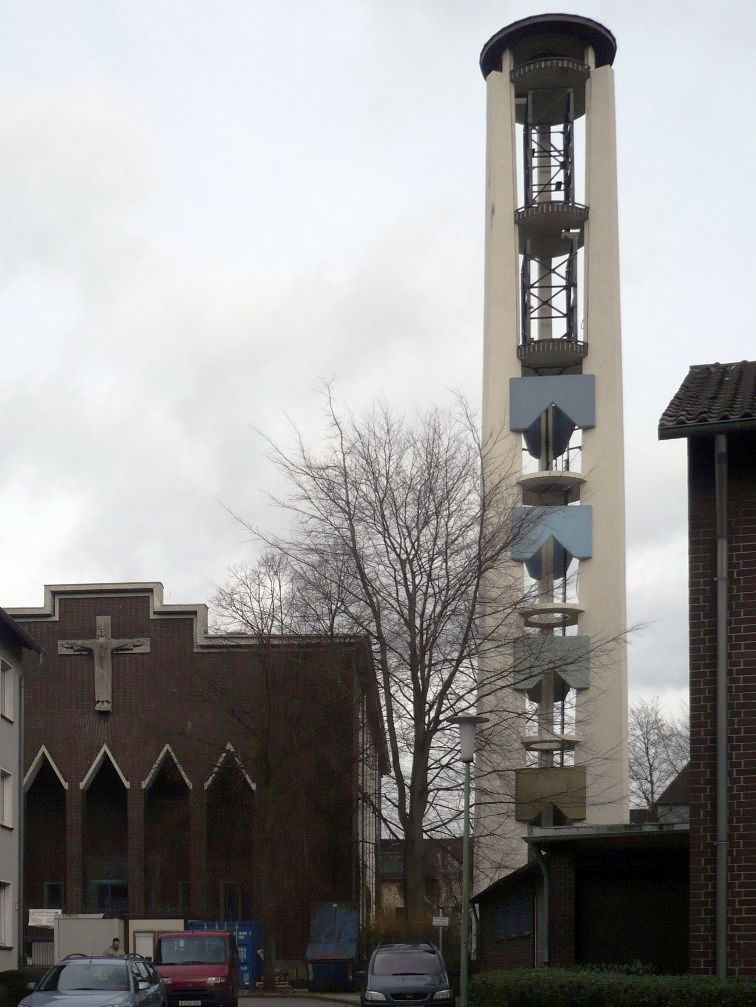
St. Peter während des Umbaus

Im Jahr 2007 wurde die Kirche St. Peter der Pfarrei St. Gertrud im Essener Nordviertel für 53.000 Euro gekauft. Das Bistum Essen hatte im Zuge der Neustrukturierung für diese Kirche, als so genannter „weiterer Kirche“, keine Kirchensteuermittel mehr zur Verfügung gestellt. Vom Frühjahr 2007 bis zum Frühjahr 2008 wurde das Kirchengebäude für einen Betrag von 2,8 Millionen Euro umgebaut. Anfang April 2008 konnte die neue Schule bezogen werden. Mit dem Umzug nach St. Peter sind alle Teile der Schule nun unter einem Dach. Vor dem Umzug war die Altenpflege am St. Josef Altenkrankenheim in Kupferdreh und am ehemaligen Franziskus Krankenhaus in Bedingrade untergebracht. Die Krankenpflege befand sich bis zum Frühjahr 2007 am Elisabeth-Krankenhaus in Huttrop und zog vorübergehend, bis zur Fertigstellung von St. Peter in das Essener Technologie- und Entwicklungs-Centrum in Holsterhausen. Am 15. Mai 2008 fand im Beisein des Essener Ruhrbischofs Felix Genn und der Oberbürgermeisterin Annette Jäger die offizielle Einweihung der Schule statt.

## Gesellschafter der Trägergesellschaft und deren Einrichtungen
- Contilia GmbH, Essen
  - Krankenhäuser
    - Elisabeth-Krankenhaus Essen GmbH
      - Elisabeth-Krankenhaus Essen

    - Philippusstift Essen GmbH
      - Philippusstift

    - Katholische Kliniken Ruhrhalbinsel GmbH
      - St. Josef Krankenhaus Kupferdreh
      - St. Elisabeth Krankenhaus Hattingen-Niederwenigern

  - Contilia Pflege und Betreuung GmbH
    - Emmaus Quartier
    - Franziskus Quartier
    - Haus Berge Quartier
    - St. Josef Quartier
    - St. Andreas Seniorenwerk GmbH, Essen
      - St. Andreas Quartier

    - St. Laurentius Seniorenwerk GmbH, Essen
      - Laurentius Quartier

    - Ambulante Dienste
      - Ambulante Kinderkrankenpflege „Die Kängurus“
- Nikolaus Groß Stiftung Essen
  - Nikolaus Groß-Altenwohn- und Pflegeheime GmbH
    - Albert Schmidt Haus
    - Haus St. Immaculata
    - Papst Leo Haus

  - Katholische Alten- und Pflegeheime Essen mGmbH, Essen
    - Altenheim St. Monika
    - Katholisches Alten- und Pflegeheim St. Anna
- Fürstin-Franziska-Christine Stiftung
  - Fürstin-Franziska-Christine Heim
  - Maximilian-Kolbe-Haus
- Marienhaus gGmbH
  - Marienhaus
- Theresia-Albers-Stiftung
  - Altenheim St. Josef
  - Marienheim Essen-Überruhr gGmbH
    - Marienheim
- Katholisches Altenpflegeheim St. Georg gGmbH
  - Katholisches Altenheim St. Georg
- St. Josefshaus GmbH
  - St. Josefshaus Essen-Kettwig
- Stiftung St. Ludgeri
  - St. Ludgeri Altenheim Werden
- Caritasverband für die Stadt Essen e.V.
  - Caritas-SkF-Essen gGmbH
    - Ambulante Pflegedienste
    - Caritas-Stift Lambertus
- Katholische Pflegehilfe Essen mGmbH
  - Ambulante Dienste
  - Seniorenzentrum St. Martin gGmbH
    - Seniorenzentrum St. Martin